# Bruno Hofstätter
Bruno Hofstätter (* 14. Mai 1963 in Linz, Oberösterreich) ist ein ehemaliger österreichischer Biathlet.

## Leben
Hofstätter trat für den Verein Union Eidenberg an. Er startete bei den Olympischen Spielen 1988 in Calgary und den 1992 in Albertville an.
Bei den Weltmeisterschaften 1989 in Feistritz an der Drau kam er mit Egon Leitner und Anton Lengauer-Stockner im Mannschaftswettkampf auf den siebten Platz. Im Jahr darauf kam er in der Staffel mit Leitner, Schuler und Alfred Eder in der Staffel auf den siebten und in der Mannschaft auf den fünften Platz.